# Noah Nartey
Noah Nartey, né le 5 octobre 2005 à Bagsværd au Danemark, est un footballeur danois qui évolue au poste de milieu central au Brøndby IF.

## Biographie

### En club
Né à Bagsværd au Danemark, Noah Nartey est formé par le FC Copenhague avant de poursuivre sa formation avec le club du rival du Brøndby IF, qu'il rejoint en 2021 à l'âge de quinze ans.
En novembre 2022, il signe un nouveau contrat le liant au club jusqu'en juin 2025.
Nartey marque son premier but en professionnel le 25 juillet 2024, à l'occasion d'une rencontre qualificative pour la phase de groupe de la Ligue Conférence 2024-2025 face au KF Llapi Podujeve. Titulaire, il participe à la victoire de son équipe par six buts à zéro,.

### En sélection nationale
Il représente le Danemark en sélection. Avec les moins de 18 ans il joue huit matchs entre 2022 et 2023 et marque un but.